# Annunciazione della cella 3 di San Marco
L'Annunciazione della cella 3 è uno degli affreschi di Beato Angelico che decorano il convento di San Marco a Firenze. Misura 187x157 cm e si tratta di una delle opere sicuramente autografe del maestro, risalente al 1438-1440.

## Storia
L'Angelico si dedicò alla decorazione di San Marco su incarico di Cosimo de' Medici, tra il 1438 e il 1445, anno della sua partenza per Roma, per poi tornarvi negli anni 1450, quando completò alcuni affreschi e si dedicò alla statura di codici miniati per il convento stesso.
Molto si è scritto circa l'autografia dell'Angelico per un complesso di decorazioni di così ampia portata, realizzato in tempi relativamente brevi. Gli affreschi del piano terra vengono concordemente attribuiti all'Angelico, mentre più incerta e discussa è l'attribuzione dei quarantatré affreschi delle celle e dei tre dei corridoio del primo piano. Se i contemporanei come Giuliano Lapaccini attribuiscono tutti gli affreschi all'Angelico, oggi, per un mero calcolo pratico del tempo necessario a un individuo per portare a termine un'opera del genere e per studi stilistici che evidenziano tre o quattro mani diverse, si tende a attribuire all'Angelico l'intera sovrintendenza della decorazione ma l'autografia di solo un ristretto numero di affreschi, mentre i restanti si pensa che vennero dipinti su suo cartone o nel suo stile da allievi, tra cui Benozzo Gozzoli.
L'Annunciazione si trova nel corridoio Est, lato esterno, nella fila di celle da cui si ritiene che sia iniziata la decorazione, e fa parte di quel ristretto numero di opere di attribuzione diretta al maestro assolutamente indiscussa, sia nel disegno che nell'esecuzione.

## Descrizione e stile
Angelico aveva già lavorato sul tema dell'Annunciazione, per pale di altare di sapore tardogotico, ricche di dettagli minuti e preziosi, ma anche con una struttura prospettica delle architetture e un'analisi psicologica dei personaggi pienamente rinascimentale.
In questo affresco, come in quello successivo dell'Annunciazione del corridoio Nord, l'Angelico ruppe con i modi del decennio precedente per dare origine a una scena severa e disadorna, con figure semplificate e alleggerite, dove la parsimonia compositiva e i modi essenziali sprigionano un forte misticismo. Questa nuova fase dell'arte dell'Angelico fu sicuramente influenzata dalla destinazione particolare degli ambienti, dove i monaci vivevano una vita fatta di contemplazione, preghiera e meditazione. Ciò portò a una lettura del fatto evangelico più essenziale e quindi più efficace, scevra da distrazioni decorative superflue e adeguata più che mai all'immediatezza narrativa e psicologica delle grandi opere di Masaccio. 

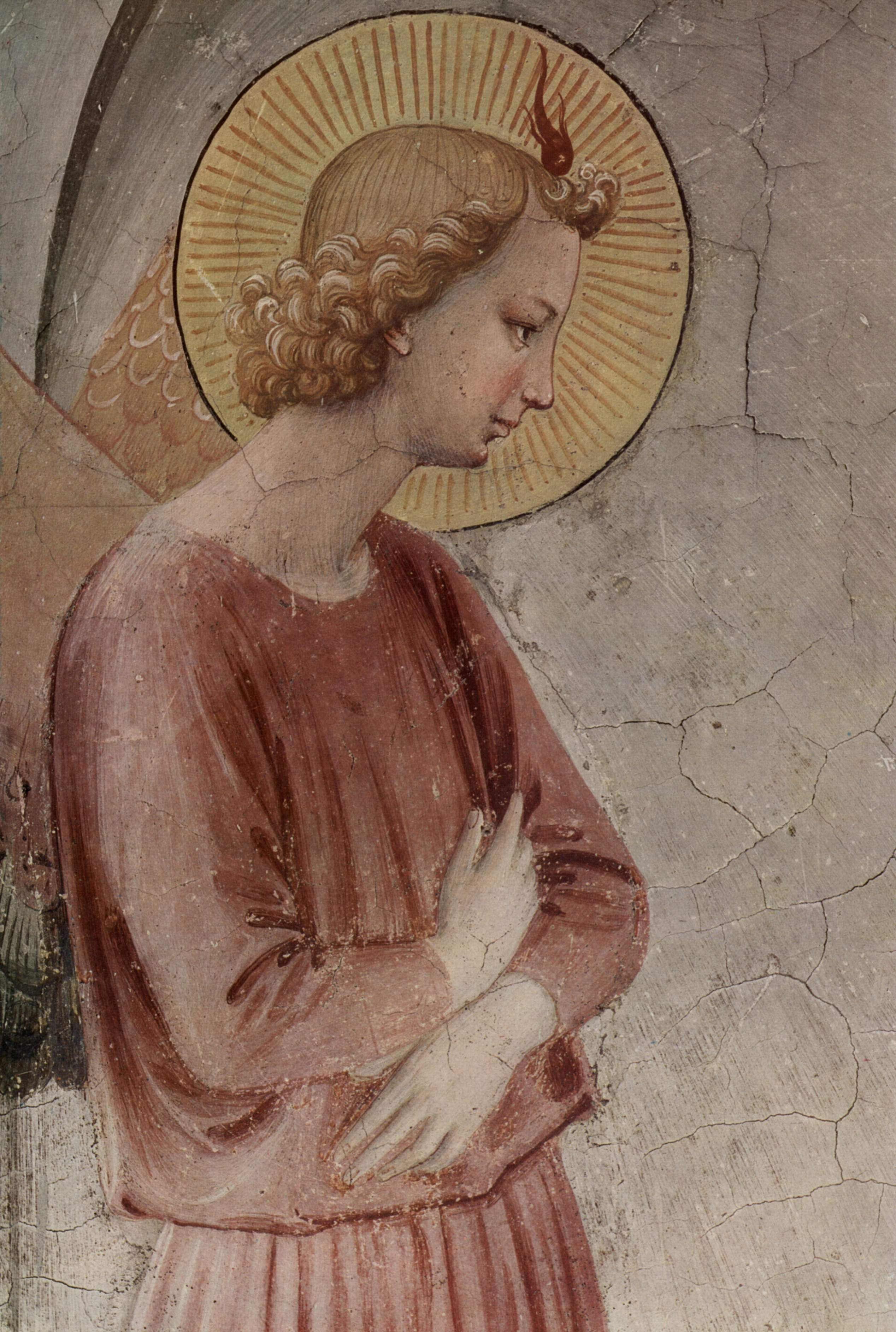
L'Angelo

La scena si svolge in uno spoglio porticato, che somiglia alla cella chiusa di un monastero, aperto sul lato sinistro su un'altra stanza, non un giardino, con esili colonne che reggono archi a tutto sesto. Il centro della scena è occupato semplicemente dalla parete bianca, sulla quale si stagliano l'Angelo, a sinistra, e la Vergine. Il muro cieco oltre che fare da sfondo ha la funzione anche di evitare qualunque distrazione che allontani la mente dai confini della scena: anche i capitelli sono coperti dalle ali dell'Angelo. La volta stessa della cella contribuisce al senso di armonia e mette in relazione l'ambiente reale con la scena sacra. Forse l'Angelico aveva in mente anche le teorizzazioni dell'Alberti, che in architettura distingueva la bellezza, data dalle proporzioni armoniose, dall'ornamento, dato da elementi decorativi subordinati come colonne, capitelli, ecc.
Maria è inginocchiata su uno sgabello e, tenendo un libro in mano (simbolo delle Sacre Scritture che si avverano con la sua decisione), incrocia le braccia in segno di accettazione e umiltà, sollevando anche un lembo della veste che ricade in snelle pieghe verticali.
L'Angelo è estremamente sobrio e composto in confronto alle sfarzose pale d'altare come l'Annunciazione di Cortona o quella del Prado: le ali sono più piccole e la sua veste è priva delle dorature ed ha una cromia, come in tutto il resto dell'affresco, più tenue e spenta. Egli risponde al gesto di sottomissione incrociando pure le braccia sul petto. La parte superiore della sua tunica ha una forte caratura plastica, derivata da Masaccio, mentre quella inferiore, dalle pieghe a cannula che discendono inclinandosi sul dietro, ricorda l'esempio di Lorenzo Ghiberti. Manca l'usuale colomba dello Spirito Santo, ma l'elemento divino è comunque rappresentato dalla fiammella che arde sulla testa dell'Angelo.
Le due figure protagoniste sono disposte lunga una direttrice obliqua, formata dall'incrocio dei loro sguardi, in modo da condurre lo sguardo dello spettatore dall'angelo alla Vergine. Lo sfondo neutro, dove domina un senso di luce e di spazio, fa risaltare, per contrasto, la forte resa plastica, ottenuta come in Masaccio tramite le ampie campiture di colore "macchiate" dalla luce e dal chiaroscuro. Sfrondando i particolari secondari si arriva così a rendere con forza il peso e il volume delle figure. I protagonisti appaiono così come un gruppo scultoreo contenuto e immobile.
Dietro un'arcata spunta la figura di san Pietro Martire in abito domenicano, che fa da testimone alla scena e la attualizza inquadrandola nella gamma dei principi dell'Ordine.